# Attenbach (Bergneustadt)
Attenbach ist einer von 22 Ortsteilen der Stadt Bergneustadt im Oberbergischen Kreis im Regierungsbezirk Köln in Nordrhein-Westfalen, Deutschland.

## Lage und Beschreibung
Der Ort liegt in Luftlinie rund 5 Kilometer östlich von Bergneustadt.

## Geschichte
1545 wurde der Ort das erste Mal urkundlich erwähnt. „Kerstgen up der Attenbick“ wird genannt als in „Kuntschaft“ über die Grenzen des Amtes Neustadt.
Die Schreibweise der Erstnennung war Attenbick.

## Freizeit

### Wander- und Radwege
- Folgende Wanderwege werden vom Wanderparkplatz Attenbach vom Sauerländischen Gebirgsverein angeboten:
- A1 (3,8 km) – A2 (4,0 km) – A3 (4,0 km) – A4 (4,7 km) – A5 (5,2 km)